# Cemil Cem

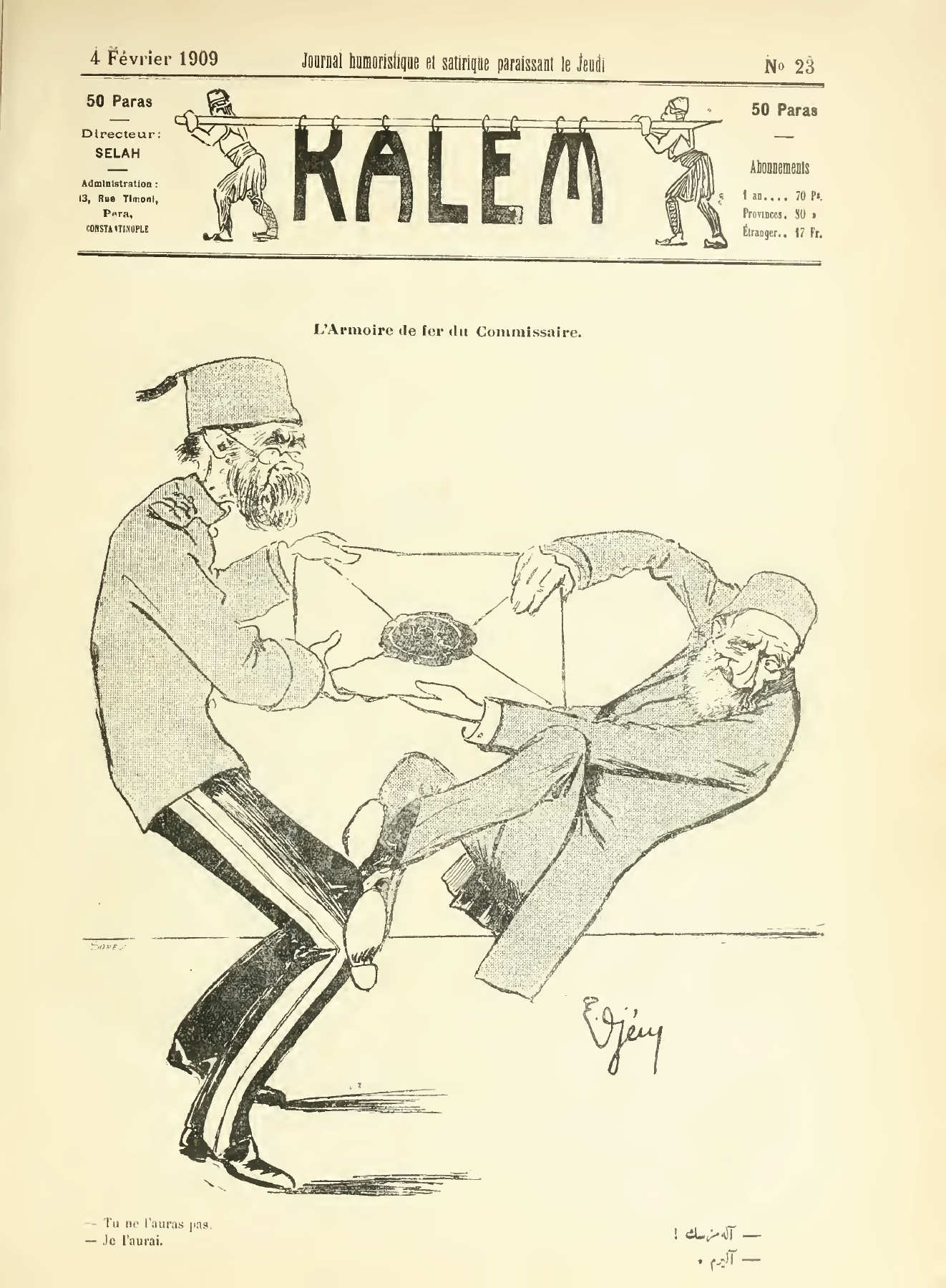
Cems Karikatur in der osmanischen Satirezeitschrift Kalem

Cemil Cem (* 1882 in Konstantinopel, Osmanisches Reich (heute Istanbul); † 9. April 1950 in Istanbul; vollständiger Name Mehmed Cemil Cem) war ein türkischer Diplomat, Karikaturist und Herausgeber.

## Leben und Wirken
Cemil Cem studierte an der Schule für Rechtswissenschaft (Mekteb-i Hukuk) in Istanbul. Ab 1903 war er als Kanzler der osmanischen Konsulate von Nizza und Toulon tätig. Auf persönliche Empfehlung des osmanischen Botschafters wurde er nach Paris versetzt, wo er auch sein Jurastudium fortsetzte. 1909 wurde er nach Wien, 1910 nach Rom versetzt. Dort wurde er ein enger Vertrauter des Botschafters und späteren Großwesirs İbrahim Hakkı Bey, der in Istanbul einer seiner Jura-Professoren gewesen war.
1910 beendete Cem seine Karriere im auswärtigen Dienst, um seinen lange gehegten Wunsch der Veröffentlichung einer satirischen Zeitschrift zu erfüllen. Nachdem Cem bereits ab Oktober 1908 in Paris und anschließend in Wien bis September 1909 Karikaturen für die Satirezeitschrift Kalem gezeichnet hatte, gründete er im November 1910 in Istanbul die Satirezeitschrift Cem, die bis 1912, nach den Balkankriegen, bestand. Er ging abermals nach Europa und kehrte erst während der Türkischen Befreiungskriege nach Istanbul zurück.
Von 1921 bis 1925 war Cem Direktor der Sanayi-i Nefise Mektebi (die heutige Mimar-Sinan-Universität) in Istanbul. Von 1927 bis 1929 gab er erneut die Satirezeitschrift Cem heraus. Als Herausgeber wurde er 1927 aufgrund einer Karikatur seines Mitarbeiters Recep Peker verurteilt, da dieser in einer Karikatur das Steuersystem kritisierte. Cem wurde zu einer einjährigen Haftstrafe verurteilt, dann aber am Berufungsgericht freigesprochen. Seine als Herausgeber wie Karikaturist von Obrigkeiten und Autoritäten unbeeindrucktes Schaffen beeinflusste nachfolgende Generationen türkischer Karikaturisten.
Seine letzte Lebensphase verbrachte Cem mit Ölmalerei. Er starb 1950 in Istanbul.